# Щавник (річка)
Щавник (пол. Szczawnik (dopływ Popradu)) — гірська річка в Польщі, у Новосондецькому повіті Малопольського воєводства. Права притока Попрада, (басейн Балтійського моря).

## Опис

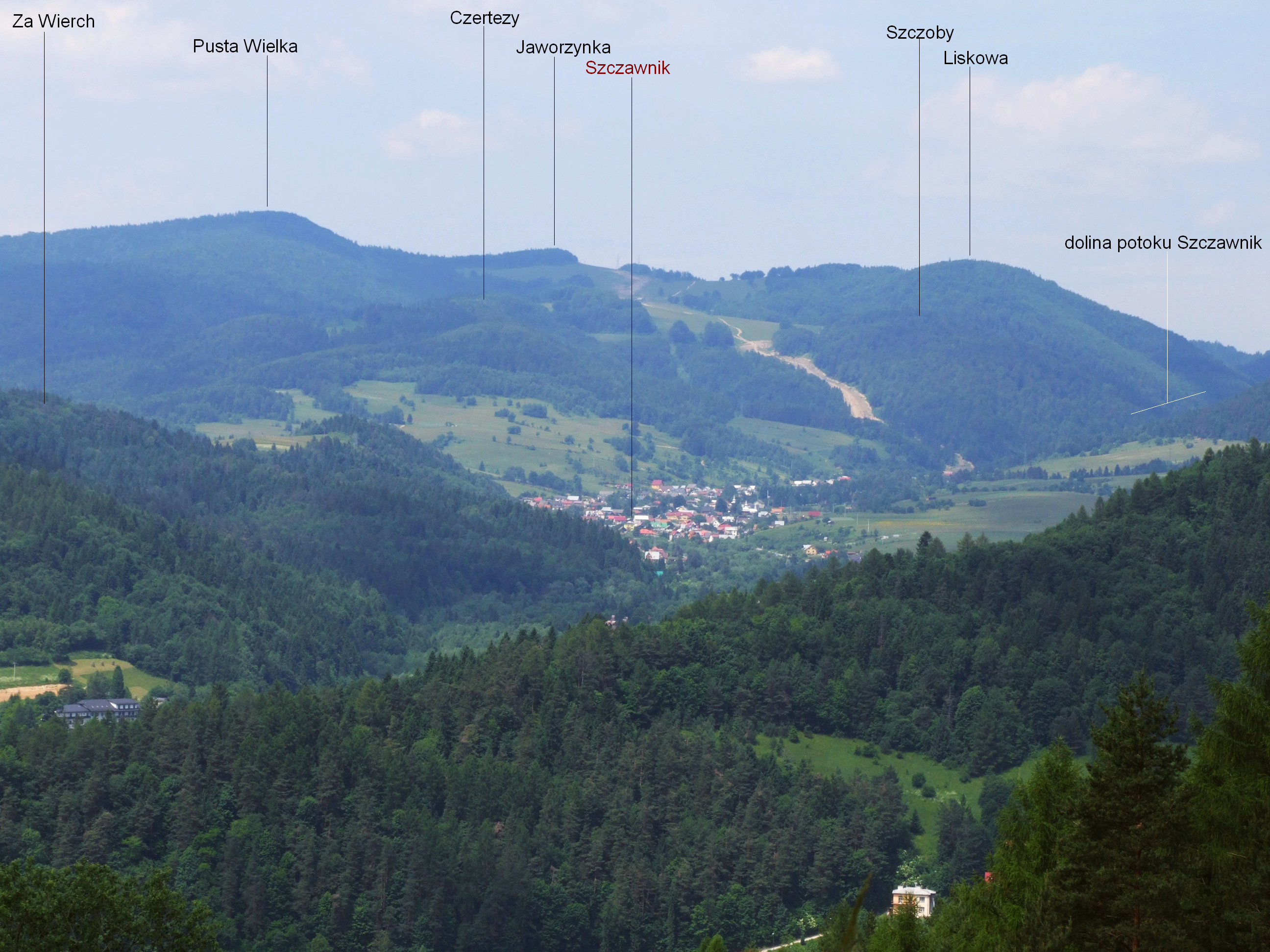
Долина Щавника

Довжина річки приблизно 12,11 км, найкоротша відстань між витоком і гирлом — 9,05  км, коефіцієнт звивистості річки — 1,34 . Формується притокою, безіменними струмками та частково каналізована.

## Розташування
Бере початок на південно-західних схилах гори Рунек (1079,6 м) (пасмо Яворини у Бескидах Сондецьких на Лемківщині). Спочатку тече на північний захід, потім на південний схід через село Щавник і у курортному місті Мушина впадає у річку Попрад, праву притоку Дунайця.

## Притоки
- Злоцький Потік (ліва).[1]